# Charles Guldemond
Charles Guldemond (ur. 22 kwietnia 1987 w Laconii) – amerykański snowboardzista, specjalizujący się w konkurencjach Big Air i slopestyle. W 2014 roku wystartował na igrzyskach olimpijskich w Soczi, gdzie zajął 15. miejsce w debiutującym slopestyle'u. Na rozgrywanych rok wcześniej mistrzostwach świata w Stoneham był jedenasty. Najlepszy wynik w Pucharze Świata odnotował w sezonie 2015/2016, kiedy to zajął 14. miejsce w klasyfikacji generalnej (AFU), a w klasyfikacji Big Air był siódmy. Ponadto w sezonie 2014/2015 był siódmy w klasyfikacji slopestyle'u .

## Osiągnięcia

### Igrzyska olimpijskie
| Miejsce | Dzień    | Rok  | Miejscowość | Konkurencja | Zwycięzca       |
| ------- | -------- | ---- | ----------- | ----------- | --------------- |
| 15.     | 8 lutego | 2014 | Soczi       | Slopestyle  | Sage Kotsenburg |

### Mistrzostwa świata
| Miejsce | Dzień       | Rok  | Miejscowość | Konkurencja | Zwycięzca     |
| ------- | ----------- | ---- | ----------- | ----------- | ------------- |
| 11.     | 18 stycznia | 2013 | Stoneham    | Slopestyle  | Roope Tonteri |

### Puchar Świata

#### Miejsca w klasyfikacji generalnej
- - AFU[2]
- sezon 2012/2013: 22.
- sezon 2013/2014: 46.
- sezon 2014/2015: 19.
- sezon 2015/2016: 14.
- sezon 2016/2017: 87.

#### Miejsca na podium w zawodach
1. Copper Mountain – 11 stycznia 2013 (slopestyle) - 1. miejsce
2. Park City – 27 lutego 2015 (slopestyle) - 2. miejsce
3. Mammoth Mountain – 21 stycznia 2016 (slopestyle) - 3. miejsce
4. Boston – 11 lutego 2016 (Big Air) - 3. miejsce